# Best of Punk-O-Rama
Best of Punk-O-Rama è una compilation punk edita da Sony Music solo in Giappone che contiene il meglio della serie Punk-O-Rama.
Come bonus extra è presente un DVD che include sei video musicali.

## Tracce
1. For Boston - 1:32 (Dropkick Murphys)
2. Don't Call Me White - 2:32 (NOFX)
3. Bob - 2:00 (NOFX)
4. True Believers - 2:29 (Bouncing Souls)
5. Perfect People - 3:03 (Pennywise)
6. Wake Up - 2:45 (Pennywise)
7. Ruby Soho - 2:36 (Rancid)
8. Time Bomb - 2:24 (Rancid)
9. Diamonds and Guns - 4:01 (Transplants)
10. To Have and to Have Not - 2:46 (Lars Frederiksen and the Bastards)
11. No Rest for the Weekend - 2:56 (Orange)
12. Chain Me Free - 3:18 (The Matches)
13. Everything Sux - 1:30 (Descendents)
14. Problematic - 1:21 (ALL)
15. Come Out and Play - 3:14 (The Offspring)
16. Session - 2:32 (The Offspring)
17. Monsters - 4:02 (Matchbook Romance)
18. Everything Is Alright - 3:26 (Motion City Soundtrack)
19. The Latest Plague - 3:19 (From First to Last)
20. Sorrow - 3:21 (Bad Religion)
21. American Jesus - 3:17 (Bad Religion)
22. Redemption Song - 3:27 (Joe Strummer and the Mescaleros)

### Bonus Video
1. Los Angeles Is Burning - Bad Religion
2. Nihilism - Rancid
3. Fuck Authority - Pennywise
4. Eastside Mags - Bouncing Souls
5. Spice Mchaggis Jig - Dropkick Murphys
6. Stickin' In My Eye - NOFX